# Engrish
 (septembre 2022).
Si vous disposez d'ouvrages ou d'articles de référence ou si vous connaissez des sites web de qualité traitant du thème abordé ici, merci de compléter l'article en donnant les références utiles à sa vérifiabilité et en les liant à la section « Notes et références ».

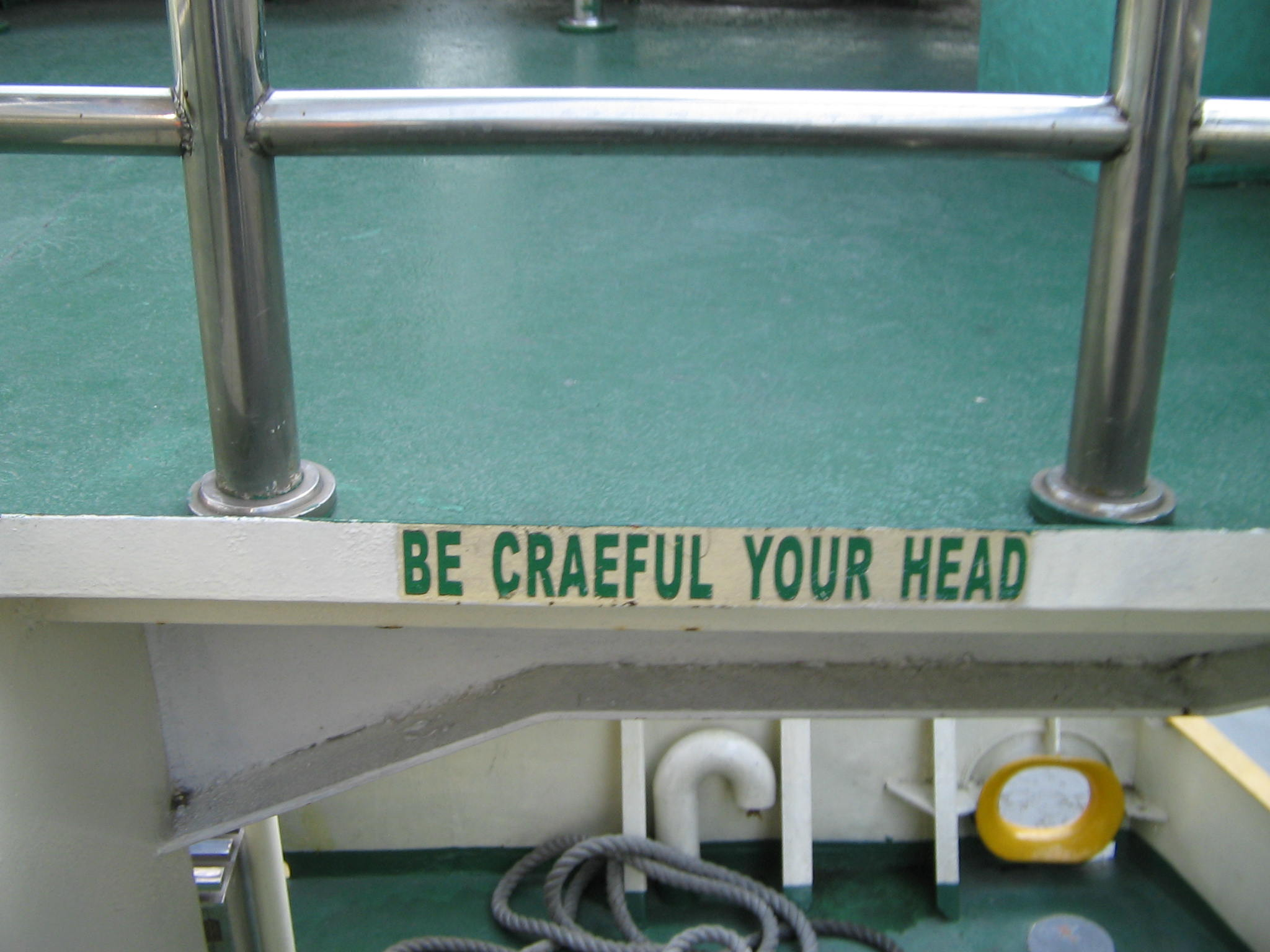
Be craeful your head. Un écriteau erroné à Shanghai (craeful à la place de careful ; en français : « attention »).

En anglais, l'Engrish est un anglais erroné, résultant d'une traduction approximative d'un texte ayant très souvent le japonais ou le coréen pour langue d'origine, et suffisamment mauvaise pour en devenir drôle, absurde, voire incompréhensible.
L'orthographe de ce terme s'explique par le fait que les langues japonaise et coréenne ne font pas de distinction phonétique entre les lettres « L » et « R ». Bien que l’Engrish, en tant qu'altération du langage, puisse se trouver dans tous les pays du monde, sa forme la plus créative et comique se manifeste au Japon et en Corée du Sud.
Les francophones parlent pour ce genre d'altération du langage de charabia ou de petit nègre et, pour le japonais, de franponais ou de flançais.
Le mélange anglais-chinois est quant à lui surnommé Chinglish (en).

## Dans la culture populaire

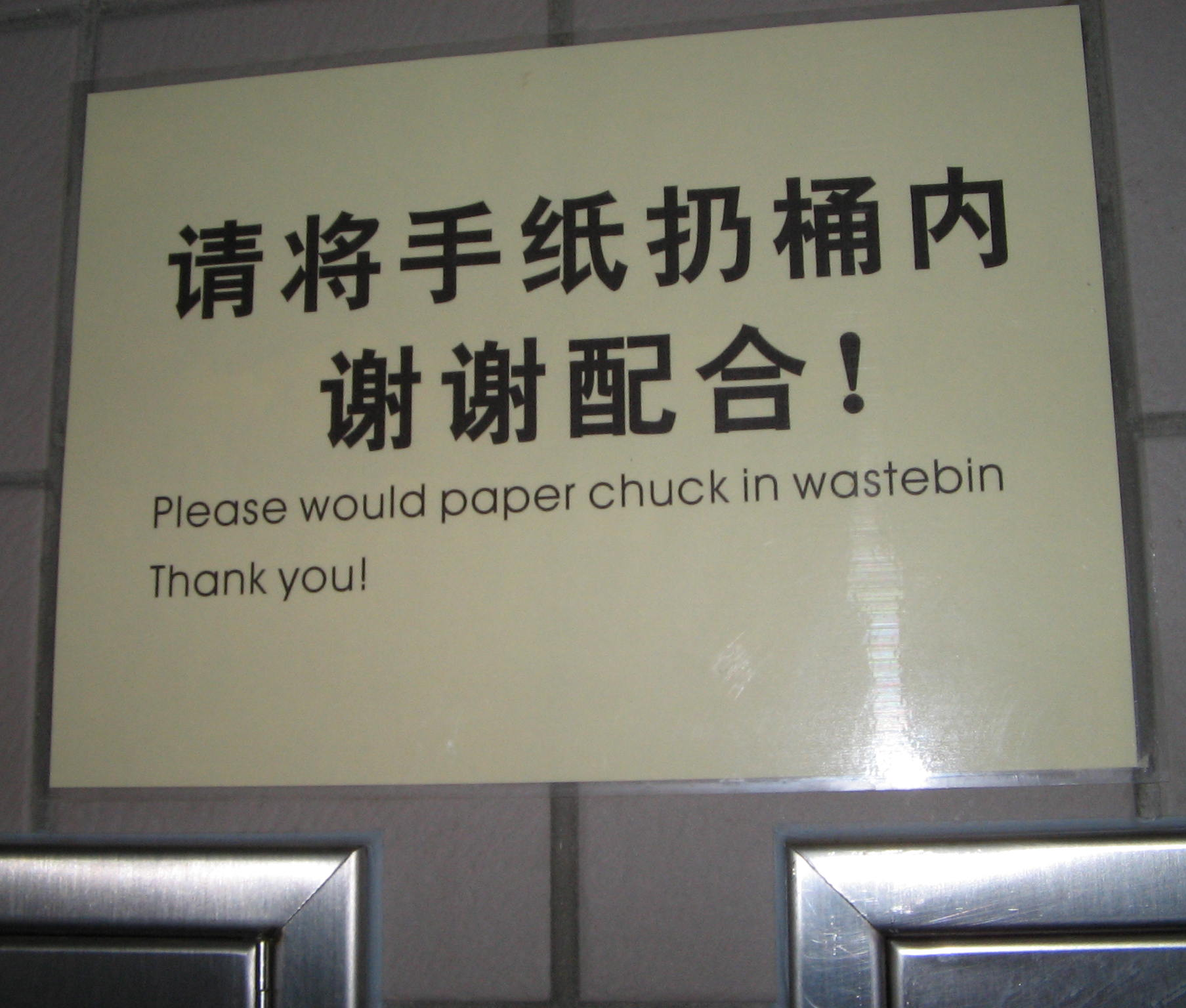
Écriteau en Engrish à Shanghai.

L’Engrish est partie intégrante de la culture japonaise et coréenne. Certaines chansons japonaises ou même coréennes célèbres, autant dans les albums qu'à la télévision, ajoutent quelques mots (voire paroles) en anglais. Le langage Engrish s'épanouit dans les publicités et marchés japonais et coréen, dans lesquels apparaissent certaines phrases types, particulièrement amusantes ou bizarres en fonction des mots anglais employés. Ces termes Engrish sont généralement utilisés dans la mode.
L’Engrish apparaissait fréquemment dans les anciens jeux vidéo japonais parce que les traductions professionnelles de ces jeux restaient rares au Japon. L'une de ces phrases en Engrish (All your base are belong to us) est plus tard devenue un mème Internet.
En matière de séries télévisées, un épisode d’Infos FM intitulé « Super Karate Monkey Death Car », est en Engrish. Dans l'un des épisodes de la série américaine South Park intitulé Les armes, c'est rigolo, une musique, Let's Fighting Love, satirise le langage pauvrement traduit des animes japonais.

## Galerie

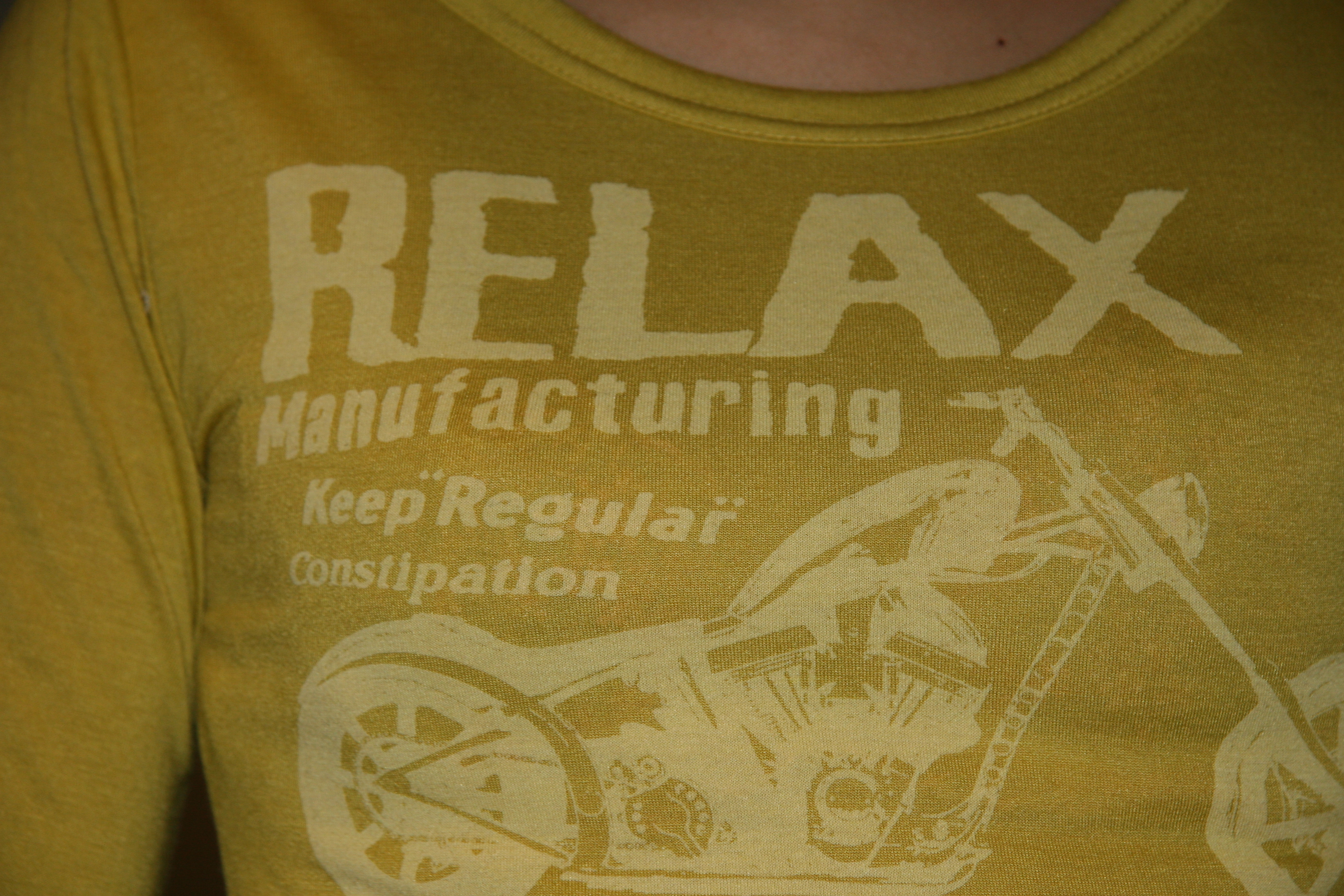
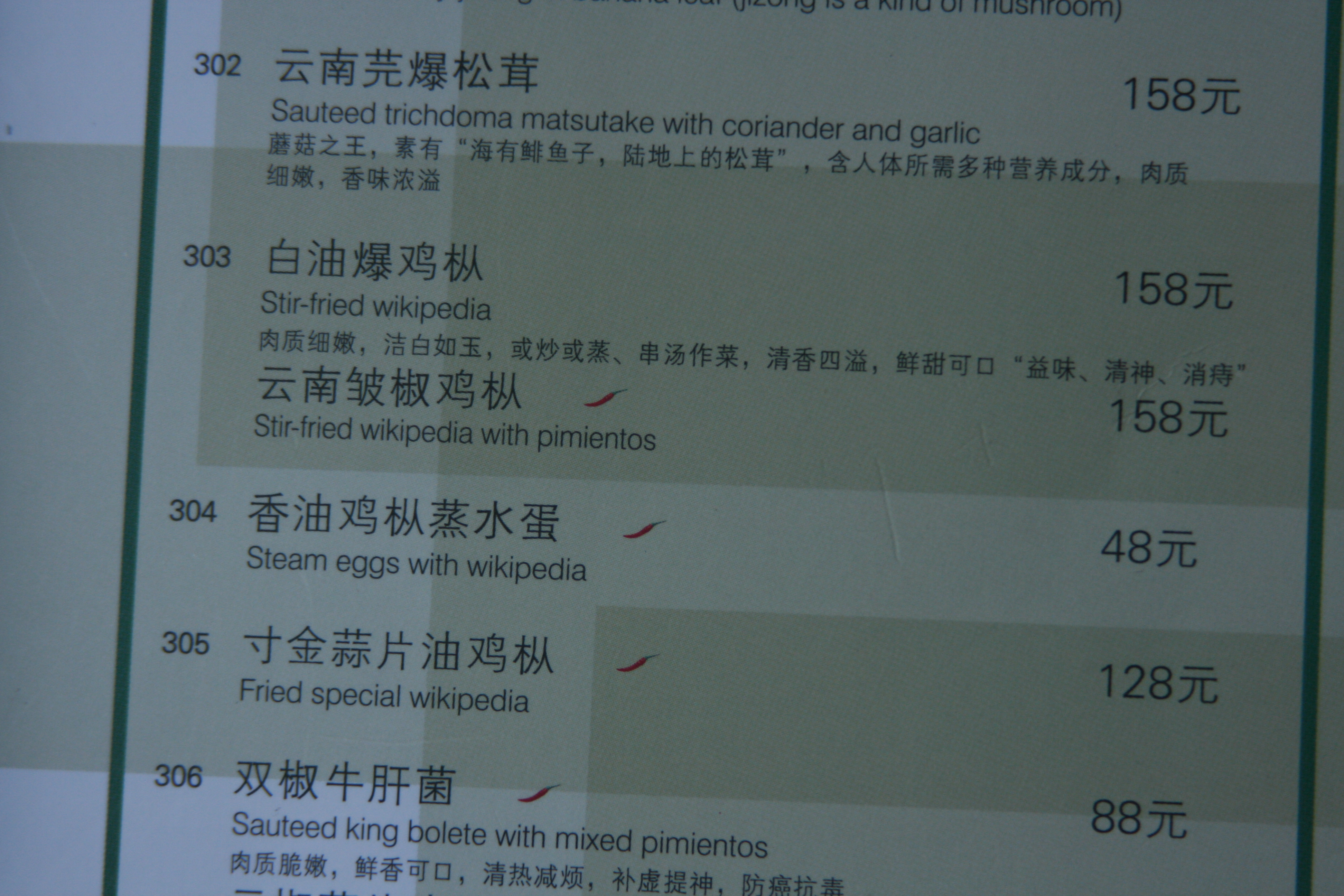
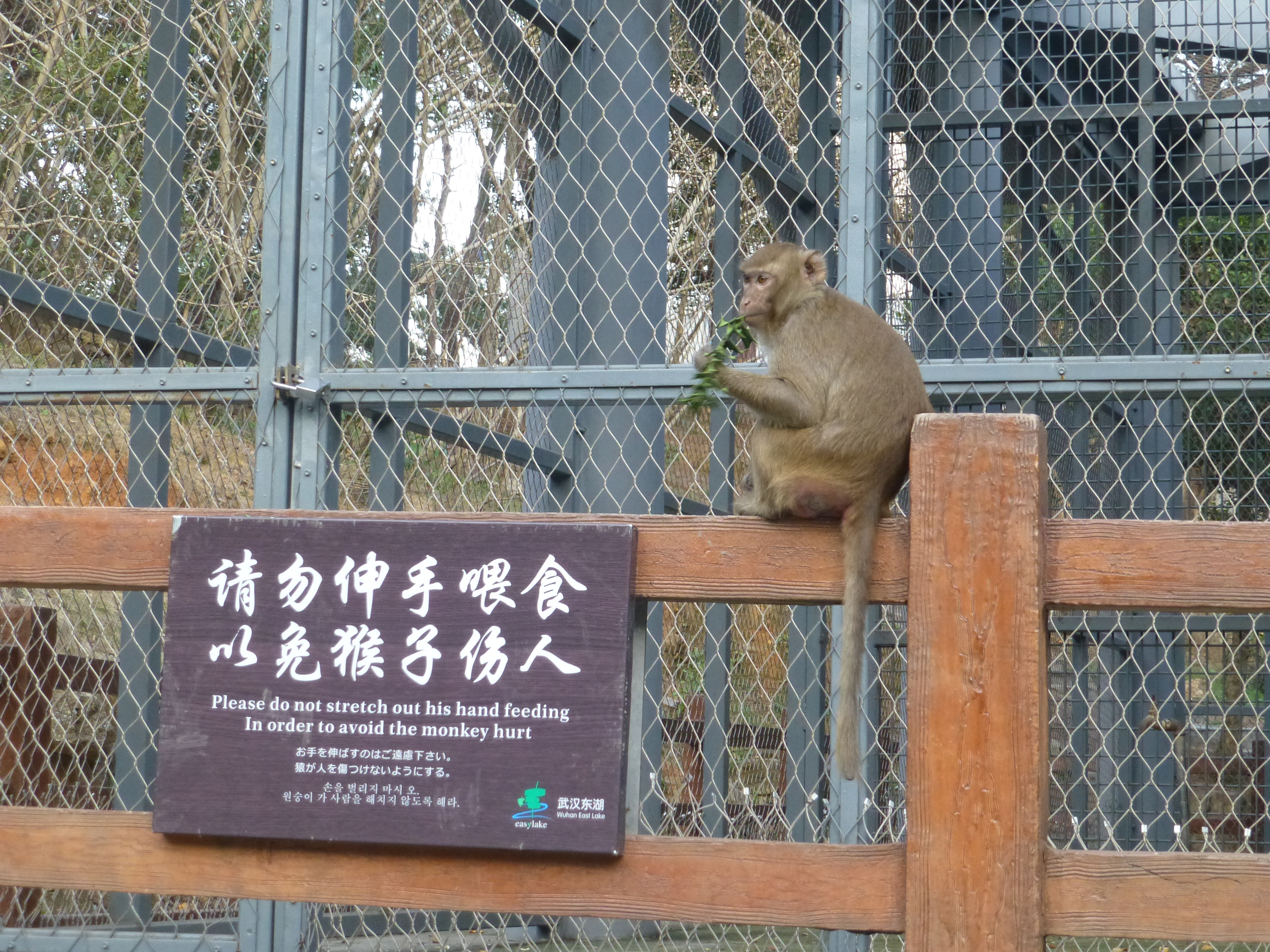